# Selkoeps
Het Selkoeps (vroeger Ostjaaks-Samojeeds) is de taal van de Selkoepen. Het werd in 1994 gesproken door 1.570 personen in het gebied tussen de Ob en de Jenisej (in Siberië). De naam Selkoeps komt van het Russische "селькупский язык" (selkoepski jazyk; "Selkoepse taal"). De zelf gebruikte naam van de taal is "шӧльӄумыт әты" (šöľqumyt әty; letterlijk "taal van de woudman"). De verschillende dialecten gebruiken verschillende benamingen (zie infobox rechts).
Er zijn drie belangrijke dialecten in het Selkoeps:
- het Taz (rond de Taz), dat in de jaren 1930 de basis werd van het geschreven Selkoeps;
- het Tym (rond de Tym)
- het ket (niet te verwarren met het Ket, de enige nog gesproken taal van de Jenisejische taalfamilie).

Het Taz heeft 25 klank- en 16-medeklinkerfomenen.